# Carleton Stevens Coon
Carleton Stevens Coon (Wakefield, 23 giugno 1904 – Gloucester, 3 giugno 1981) è stato un etnologo e antropologo statunitense.
Fu professore di antropologia presso l'Università della Pennsylvania e all'Università di Harvard.
Nato nel Massachusetts, sviluppò sin da giovane un interesse per la preistoria. Studiò egittologia ad Harvard, condusse successivamente campi di lavoro nel Rif (1925), e dopo il suo Ph.D. (1928) iniziò ad applicare le teorie darwiniane della selezione naturale per spiegare le differenti caratteristiche fisiche delle razze. Coon studiò gli albanesi (1930), gli etiopici, i nordafricani e i popoli dei Balcani.

## Ipotesi multigenica
Coon fu l'autore dell'ipotesi multigenica. Questa ipotesi, pubblicata in The Origin of Races, sostiene che l'Homo sapiens si sia evoluto dall'Homo erectus (già diviso in cinque razze geografiche o sottospecie) passando attraverso il Neandertal, fino all'Homo sapiens non una sola volta, ma cinque volte in ogni propria area geografica. Apparentemente simile alla ipotesi multiregionale, se ne differenzia sostenendo l'inesistenza di qualunque scambio genico in parallelo tra le quattro popolazioni.
Coon sostenne che gli africani sarebbero stati 200 000 anni indietro nell'evoluzione.
Opere
- The Origin of Races, (1962)
- Storia dell'uomo (The Story of Man), 1954
- The Races of Europe, (1939)
- Caravan: the Story of the Middle East, (1958)
- Races: A Study of the Problems of Race Formation in Man
- The Hunting Peoples
- Anthropology A to Z, (1963)
- Living Races of Man, (1965)
- Seven Caves: Archaeological Exploration in the Middle East
- Mountains of Giants: A Racial and Cultural Study of the North Albanian Mountain Ghegs
- Yengema Cave Report (lavoro in Sierra Leone)
- Racial Adaptations, (1982)

### Romanzi e memorie
- Flesh of the Wild Ox, (1932)
- The Riffian, (1933)
- A North Africa Story: Story of an Anthropologist as OSS Agent, (1980)
- Measuring Ethiopia
- Adventures and Discoveries: The Autobiography of Carleton S. Coon, (1981)